# بدن (فیلم)
بدن (لهستانی: Ciało) یک فیلم در ژانر درام به کارگردانی ماوگوژاتا شوموفسکا است که در سال ۲۰۱۵ منتشر شد. از بازیگران آن می‌توان به یانوش گایوس، اوا داوکوفسکا، ووادیسواف کووالسکی، آدام وُرونوویچ، زبیگنیف والریش و مایا اوشتاشفسکا اشاره کرد.